# NGC 4774
NGC 4774 aussi appelé la galaxie du Haricot rénal, est une galaxie à anneau relativement éloignée et située dans la constellation des Chiens de chasse. Sa vitesse par rapport au fond diffus cosmologique est de 8 581 ± 24 km/s, ce qui correspond à une distance de Hubble de 126,6 ± 8,9 Mpc (∼413 millions d'al). NGC 4774 a été découverte par l'astronome germano-britannique William Herschel en 1787.
La galaxie au nord de NGC 4774 est LEDA 2087677 (NGC 4774 NED01). La distance de Hubble de celle-ci est égale à 127,03 ± 8,90 Mpc (∼414 millions d'al), donc à peu près la même que celle de NGC 4774. Comme NGC 4774 est déformé et que l'on voit un début de pont de matière entre les deux galaxies sur l'image du relevé SDSS, ces deux galaxies forment une paire physique. On émet aussi l'hypothèse que leur état actuel est le résultat d'une collision qui a entraîné la suppression du centre de NGC 4774 et son intégration à sa compagne.

## Supernova
La supernova SN 2013he a été découverte dans NGC 4774 le 9 décembre par S. Leonini, G. Guerrini, P. Rosi, L.M. Tinjaca Ramirez et M. Conti du groupe ISSP (Italian Supernovae Search Project). Cette supernova était de type II.